# Benwood (Virginie-Occidentale)
Pour les articles homonymes, voir Benwood.
Benwood est une ville américaine située dans le comté de Marshall en Virginie-Occidentale.
Selon le recensement de 2010, Benwood compte 1 420 habitants.

## Géographie
Située sur l'Ohio, la municipalité s'étend sur 1,86 milles carrés (4,82 km2), dont 1,30 milles carrés (3,37 km2) de terres.

## Histoire
Dans les années 1770, le capitaine William McMechen et son épouse s'installent dans la région, en bordure de l'Ohio. Une partie de cette terre est donnée à leur fils Benjamin et devient Ben’s Woods (« le bois de Ben ») ; l'autre partie devient McMechen,.